# Louis-Bernard Robitaille
Pour les articles homonymes, voir Robitaille.
Louis-Bernard Robitaille est un écrivain et un journaliste québécois résidant à Paris depuis 1972. Il a été pendant plus de trois décennies le correspondant pour la France et l'Europe du quotidien La Presse et du magazine L'actualité.
Il a couvert abondamment la politique française, interviewé la plupart des protagonistes de la scène nationale : François Mitterrand, Jacques Chirac, Michel Rocard, Laurent Fabius, Nicolas Sarkozy, François Hollande, etc. Il a signé de nombreux reportages sur l'Europe de l'Est et la chute du communisme. Parallèlement, il a assuré une importante couverture des événements culturels et littéraires, interviewé Fellini, Alain Resnais, Fernand Braudel, Michel Tournier, Umberto Eco et tant d'autres.  
Ses chroniques caustiques sur la société française l'ont conduit à la rédaction de divers livres salués par la critique : Ces Impossibles Français (2010, Folio), Les Parisiens sont pires que vous ne le croyez (2014, Folio), ainsi que Le Salon des Immortels (2002, Denoël). Depuis 1990, il a publié huit romans

## Ouvrages publiés
- Erreurs de parcours - Essai sur la crise des socialismes (Boréal, 1982)
- La République de Monte-Carlo (Denoël, roman, 1990)
- Maisonneuve, le testament du gouverneur (Boréal compact, roman, 1992)
- Le Zoo de Berlin (Boréal, 2000, roman, prix France-Québec)
- Le Salon des Immortels : une académie très française, (Denoël, 2002)
- Long Beach (Denoël, roman, 2006)
- Ces impossibles Français (Denoël, 2010, disponible en Folio) (Et Dieu créa les Français [Éd. RD] au Québec, 1995))
- Sète : la singulière, Rodez, Éditions Au fil du temps, 2011, ill., 143, 23 cm (ISBN 2918298093 et 9782918298090, OCLC 801782546, BNF 42715197, SUDOC 164210520, présentation en ligne, lire en ligne)
- Dernier voyage à Buenos Aires (roman, Noir sur Blanc, 2013)
- Les Parisiens sont pires que vous ne le croyez (Denoël, 2014,disponible en Folio)
- La Péninsule (roman, Noir sur Blanc, 2015)
- Bouffées d’ostalgie. Fragments d'un continent disparu (Noir sur Blanc, 2017) Compte rendu : https://allemagnest.hypotheses.org/295
- Le Chambardement, nouvelle, in Nouvelles de Montréal, Magellan et Cie, Paris 2017.
- Un vrai salaud, roman, Noir sur Blanc, 2019  (ISBN 978-2882505965)
- Le double, roman, Ed. Sydney Laurent, 330 pages, 2021

## Honneurs
- Prix France-Québec pour Le Zoo de Berlin.